# Irena Pawełczyk
Irena Pawełczyk-Kowalska (* 9. März 1934 in Katowice) ist eine frühere polnische Rennrodlerin.
Irena Pawełczyk von Start Katowice nahm erstmals 1958 an den Rennrodel-Weltmeisterschaften in Krynica-Zdrój teil und belegte den zehnten Platz. 1961 beendete sie in Girenbad das Rennen nicht, 1962 belegte sie in Krynica Platz sieben. Ebenfalls 1962 feierte sie ihren größten internationalen Erfolg, als sie in Weißenbach bei Liezen vor Helene Thurner und Gerda Rieser-Cegnar den Titel bei den Rennrodel-Europameisterschaften gewann. Bei den Rennrodel-Weltmeisterschaften 1963 in Imst fuhr Pawełczyk auf den elften Platz. Bei den erstmals ausgetragenen Rennrodel-Wettkämpfen bei Olympischen Winterspielen in Innsbruck wurde sie 1964 Viertplatzierte hinter Ortrun Enderlein, Ilse Geisler und Helene Thurner. Letztmals startete die Polin 1967 in Davos bei einer WM und wurde 13.